# Loukov (Háje nad Jizerou)
Loukov (podještědským nářečím Loukou) je osada, část obce Háje nad Jizerou v okrese Semily. Nachází se asi jeden kilometr severozápadně od Hájů nad Jizerou. Prochází zde silnice II/292.
Loukov leží v katastrálním území Rybnice.

## Historie
První písemná zmínka o vesnici pochází z roku 1368.

## Společnost
Sídlí zde římskokatolická farnost u kostela svatého Stanislava z Krakova, je zde hřbitov. Je tu též sídlo obecního úřadu Hájů nad Jizerou (v areálu základní školy).
V osadě je i sbor dobrovolných hasičů (v rámci obce jsou další dva sbory dobrovolných hasičů v Rybnici a v Dolní Sytové), vzniklý v roce 1912 oddělením od sboru Rybnice.

## Pamětihodnosti
- Kostel svatého Stanislava
- Kaple hřbitovní s areálem hřbitova, kříži a náhrobky
- Základní škola a chudobinec čp. 35
- Socha sv. Jana Nepomuckého
- Kaplička nad kostelem sv. Stanislava, mezi objekty čp. 32 a čp. 15
- Venkovská usedlost Harcubovo (čp. 9)
- Muzeum techniky v Loukově